# Kamba (mitologija)
Kamba je bog neba in bog stvarnik pri Vajih v Liberiji.
Kamba, tudi - Kangba, Kanimba ali Kangmba, kar pomeni velik prostor, prebiva na nebu, vlada soncu in mesecu, ter pošilja blisk in dež na zemljo.